# Cölbe
Cölbe település Németországban, Hessen tartományban. Lakosainak száma 6562 fő (2023. december 31.).

## Népesség
A település népességének változása:
| Lakosok száma | 6707 | 6695 | 6508 | 6532 | 6562 |
|               | 2017 | 2019 | 2021 | 2022 | 2023 |